# Franz Wilibald Schmidt
Franz Wilibald Schmidt (Planá, 7 de julho de 1764 – Praga, 2 de fevereiro de 1796 foi um botânico) e zoologista tcheco.
Foi especialista nos espermatófitas, porém escreveu sobre os mamíferos , aves  e venenos.